# Fabio Maria Crivelli
Fabio Maria Crivelli (Capodistria, 11 gennaio 1921 – Cagliari, 24 ottobre 2009) è stato un giornalista e scrittore italiano, per quasi trent'anni direttore de L'Unione Sarda.

## Biografia
Nasce a Capodistria presso una famiglia di umili condizioni, costretta a emigrare a Roma. All'inizio della seconda guerra mondiale entra nell'esercito come sottotenente ma dopo l'8 settembre 1943, rifiutandosi di passare nell'esercito della nuova repubblica di Salò, viene deportato in un lager nazista, dove rimarrà recluso per 2 anni.
Tornato in Italia alla fine della guerra, viene assunto come giornalista a L'Epoca. Dopo la chiusura di questo giornale,  passa a Il Momento, per poi passare a Il Giornale d'Italia in qualità di redattore capo.
Alla fine del 1953 viene chiamato, tenendo conto della sua esperienza degli anni precedenti, dagli editori del L'Unione Sarda, i Sorcinelli, per diventare direttore del quotidiano sardo.
Il 1º gennaio 1954 diventa direttore del giornale, carica che manterrà fino al 1977. 
Sotto la sua direzione, il quotidiano subisce una svolta, diventando uno tra i più importanti quotidiani italiani. Dopo l'acquisto della testata da parte di Nino Rovelli, Crivelli nel 1976 si dimette, non volendo sottostare alla linea editoriale impostata. 
Dopo l'acquisto de L'Unione Sarda da parte di Nicola Grauso e la modernizzazione del quotidiano e degli impianti di stampa, Crivelli torna direttore dal 1986 al 1988.

## Opere
- F.M. Crivelli Questi nostri figli, 1951
- F.M. Crivelli I superstiti , 1952
- F.M. Crivelli,  Anni rubati, 1988